# Catalina Martin
Catalina Martin (n. 30 de abril de 1979)[cita requerida] es una actriz de cine, teatro y televisión, dramaturga, directora de teatro, bailarina, cantante, escritora, trapecista, esgrimista, modelo, profesora y administradora chilena.

## Biografía
Estudió en la Universidad Católica de Chile, donde obtuvo el primer lugar en el ingreso a la carrera de Actuación. En 1999, fue destacada como la mejor alumna de la carrera. En 2004, obtuvo una beca entregada por la Embajada de Francia y la Intendencia Metropolitana de Santiago, para ir a estudiar al país galo. Allí, fue alumna del Conservatorio Nacional Superior de Arte Dramático de París.
Ha actuado en televisión desde los nueve años de edad, y ha participado en producciones dramáticas en diversos canales de su país.
Como actriz de teatro, realizó giras no solamente en Chile sino también en Argentina, Brasil, Bolivia y Francia.
Además de la actuación, se ha desempeñado como dramaturga, directora y profesora de teatro, cantante, bailarina de bailes de salón y típicos, escritora, floretista, trapecista, modelo fotográfica, profesora de yoga y administradora del hostal Bare Foot Bar, ubicado en Praia do Espelho, Brasil. En 2016, realizó un desnudo para la revista Viernes del diario La Segunda.

## Filmografía

### Televisión
| Año       | Programa                               | Rol                   | Canal                        | Notas                                   | Ref.   |
| --------- | -------------------------------------- | --------------------- | ---------------------------- | --------------------------------------- | ------ |
| ?         | Sábados gigantes                       |                       | Canal 13                     | Clan Infantil                           | [ 3 ]  |
| 2002      | El día menos pensado                   | Ana Cajales Collío    | Televisión Nacional de Chile |                                         |        |
| ?         | Teatro en Chilevisión                  |                       | Chilevisión                  |                                         |        |
| 2003      | Mea culpa                              | Bárbara               | Televisión Nacional de Chile |                                         |        |
| 2008      | Don Amor                               | María José Majo Araya | Canal 13                     |                                         | [ 4 ]  |
| 2008-2009 | Los 80                                 | La Negra              | Canal 13                     |                                         | [ 4 ]  |
| 2010      | El día menos pensado                   | Pilar                 | TVN                          |                                         |        |
| 2011      | Infieles                               | Erika                 | Chilevisión                  |                                         | [ 4 ]  |
| 2012      | Infieles                               | Verónica              | Chilevisión                  |                                         | [ 4 ]  |
| 2013      | Bienvenidos                            |                       | Canal 13                     | Actriz en la sección Directo al corazón | [ 4 ]  |
| 2013      | El hombre de tu vida                   | Sabrina               | Canal 13                     |                                         | [ 4 ]  |
| 2013      | Los 80                                 |                       | Canal 13                     |                                         | [ 4 ]  |
| 2013-2014 | Lo que callamos las mujeres            |                       | Chilevisión                  |                                         | [ 4 ]  |
| 2015      | Buscando a María                       | Juana Canales         | Chilevisión                  |                                         | [ 6 ]  |
| 2016      | Veinteañero a los 40                   | Tati                  | Canal 13                     |                                         | [ 6 ]  |
| 2017      | Muy buenos días                        |                       | TVN                          | Invitada                                | [ 6 ]  |
| 2017      | Un diablo con ángel                    | Feña Salazar          | TVN                          |                                         | [ 5 ]  |
| 2017      | 12 días que estremecieron Chile        | Mónica Henríquez      | Chilevisión                  |                                         | [ 6 ]  |
| 2018      | Grandes pillos                         |                       | Chilevisión                  |                                         | [ 11 ] |
| 2018      | La cacería: las niñas de Alto Hospicio | Ximena                | Mega                         |                                         | [ 7 ]  |
| 2019      | Tira                                   | Campillay             | La Red                       |                                         | [ 8 ]  |

### Cine
| Año  | Película     | Rol    | Ref.   |
| ---- | ------------ | ------ | ------ |
| 2017 | Trauma       | Andrea | [ 12 ] |
| 2019 | El príncipe  | Mónica | [ 12 ] |
| ?    | El vigilante |        | [ 6 ]  |

## Teatro
| Año        | Obra                                 | Rol              | Notas                             | Ref.         |
| ---------- | ------------------------------------ | ---------------- | --------------------------------- | ------------ |
| 2000       | Juana de Arco, el misterio de la luz | Juana niña Otros |                                   | [ 1 ]        |
| 2001       | Las reinas                           |                  |                                   | [ 1 ]        |
| 2001       | Los gemelos venecianos               |                  |                                   | [ 1 ]        |
| 2002-2003  | Heidi Hoh ya no trabaja aquí         | Heidi Hoh        |                                   | [ 1 ]        |
| 2003       | Querida Elena                        | Lialia           |                                   | [ 1 ]        |
| 2004-2006  | Electronic City                      |                  |                                   | [ 1 ]        |
| 2010, 2012 | Entre gallos y medianoche            |                  |                                   | [ 9 ] [ 10 ] |
| 2011       | Las preciosas ridículas              |                  |                                   | [ 13 ]       |
| 2013       | Mi vida es mía                       |                  | Protagonista Dramaturga Directora | [ 2 ]        |
| 2016       | Happy End                            |                  |                                   | [ 1 ]        |
| 2016       | Oleanna                              |                  |                                   | [ 3 ]        |

## Publicaciones
Ha publicado en la revista Apuntes, especializada en teatro.